# Serowe Palapye
Serowe Palapye est un sous-district du Botswana.

## Villes
- Diloro
- Dimajwe
- Gamabuo
- Gojwane
- Goo-Sekgweng
- Gootau
- Kgagodi
- Lecheng
- Lerala
- Lesenepole/Matolwane
- Mabeleapudi
- Majwanaadipitse
- Majwaneng
- Malaka
- Malatswai
- Manaledi
- Matlhakola
- Maunatlala
- Mmashoro
- Moeng
- Mogapi
- Mogapinyana
- Mogome
- Mogorosi
- Moiyabana
- Mokgware
- Mokhungwana
- Mokokwana
- Moremi
- Moreomabele
- Mosweu
- Motshegaletau
- Paje
- Palapye
- Radisele
- Ratholo
- Sehunou
- Seolwane
- Serowe
- Serule
- Tamasane
- Thabala
- Topisi
- Tshimoyapula